# جنگ‌های بوئرها
این جنگ‌ها را در سالهای (۱۸۷۷–۱۸۸۸ میلادی) بریتانیا برای تصرف مناطق ترانسوال و تصرف قسمت‌های جنوبی آفریقا برپا نمود که سرانجام بریتانیایی ها پیروز شدند اما بوئرها پس از مدتی توانستند استقلال خود را بازیابند.
نبرد بوئر (boer war) ‏ (۱۸۸۹–۱۹۰۲ م) این جنگ در آفریقای جنوبی میان بوئر ها-مهاجران هلندی و بریتانیایی ها درگرفت. نظامی‌های تن‌پرور بریتانیایی با رهبری بدی که داشتند، در روزهای اول جنگ رقیب خوبی برای بوئرهای چابک، مسلح و سازمان یافته نبودند؛ اما در پایان، مقاومت سرسختانهٔ بریتانیایی ها باعث پیروز شدن آن‌ها گردید. در طول نبرد بوئر، ارتش بریتانیا در حدود ۴۵۰۰۰۰ سرباز داشت؛ در حالی که تعداد نیروهای بوئری فقط ۶۰۰۰۰ نفر بود.

## بادن پاول
همهٔ پیشاهنگان جهان، نام بادن پاول را می‌شناسند. رابرت بادن پاول، فرمانده شهر مافکینگ بود؛ که در نبرد بوئر، مدت ۲۱۷ روزدر محاصرهٔ بوئرها قرار داشت. هنگامی که شهر آزاد شد، بادن پاول همچون یک قهرمان به بریتانیا بازگشت. وی در سال ۱۹۱۰ از ارتش بازنشسته گردیدو بقیهٔ عمر خود را وقف جنبش پیشاهنگی کرد

## نگارخانه

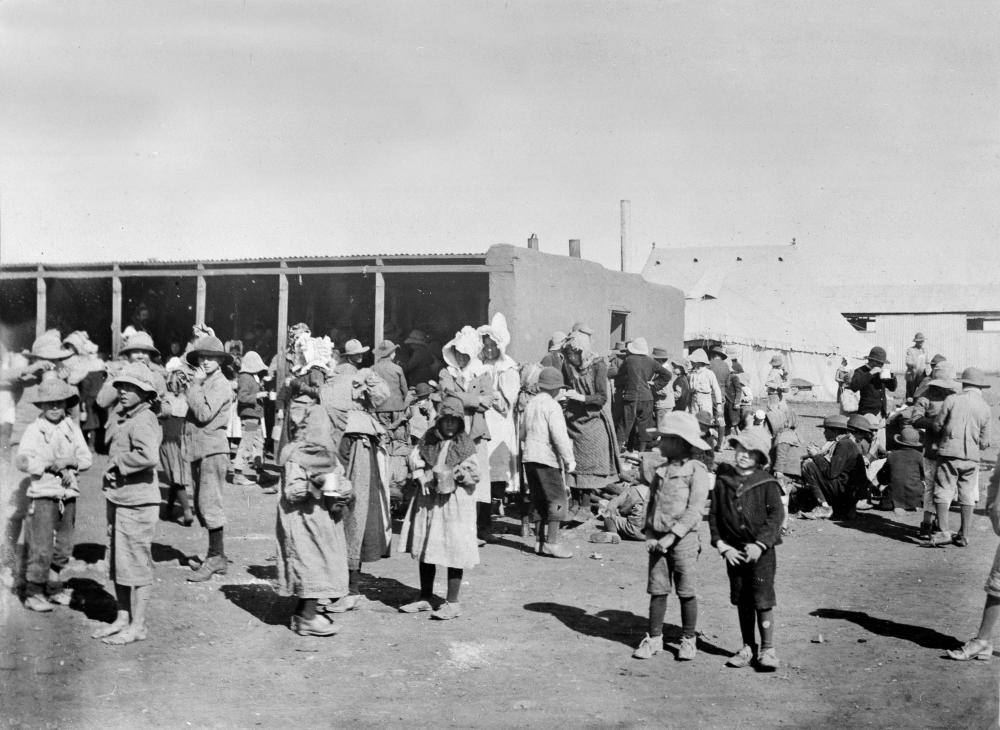
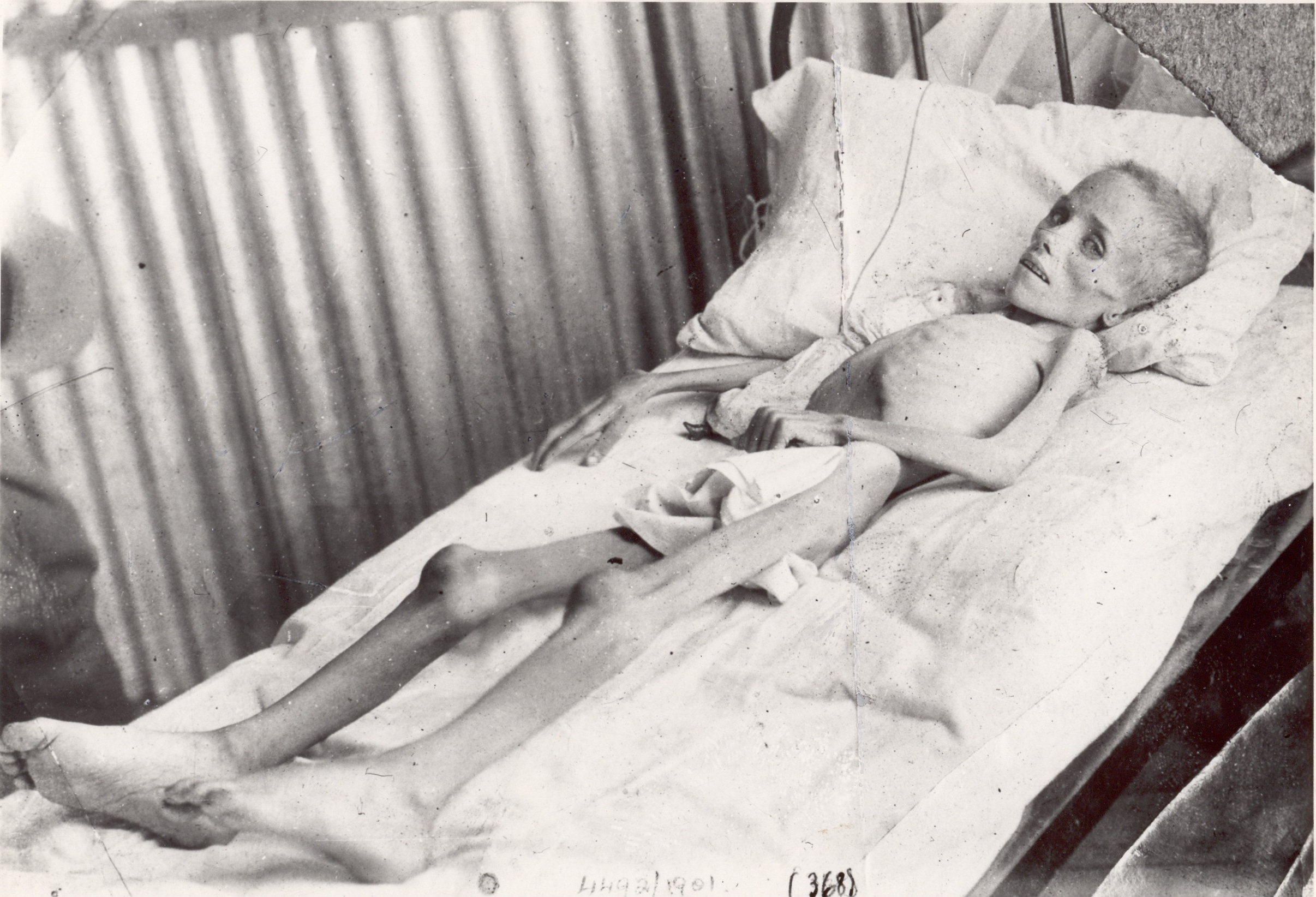
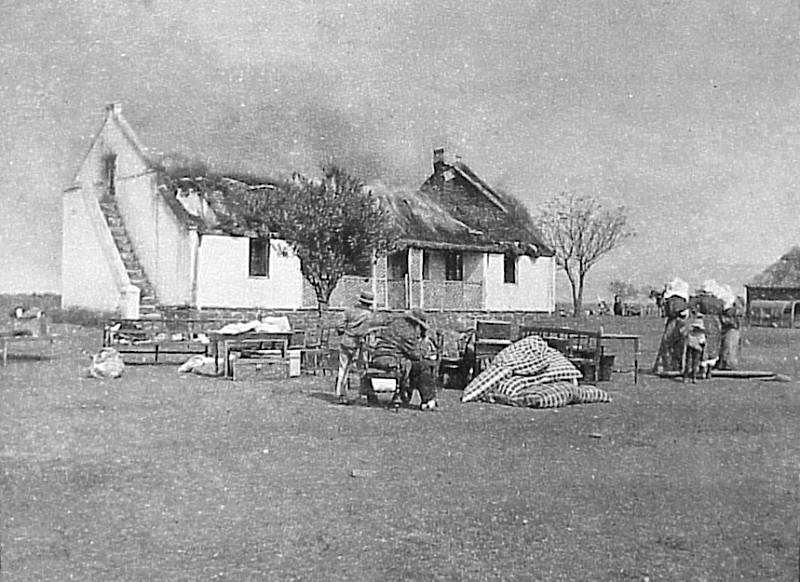